# Franz Schilling (Politiker)
Franz Schilling (* 13. Juni 1902 in Hellenhahn; † 18. September 1981 in Goslar) war ein deutscher Politiker (CDU) und Mitglied des Ernannten Braunschweigischen Landtages.
Franz Schilling war Betriebsleiter. Vom 21. Februar 1946 bis 21. November 1946 war er Mitglied des Ernannten Braunschweigischen Landtages.
1955 wurde er von Kardinal-Großmeister Nicola Kardinal Canali zum Ritter des Ritterordens vom Heiligen Grab zu Jerusalem ernannt und am 7. Mai 1955 durch Lorenz Jaeger, Großprior der deutschen Statthalterei, investiert.